# Arachnodes pillula
Arachnodes pillula är en skalbaggsart som beskrevs av Renaud Maurice Adrien Paulian 1976. Arachnodes pillula ingår i släktet Arachnodes och familjen bladhorningar. Inga underarter finns listade.